# Nero Cláudio Druso
Nero Cláudio Druso Germânico (em latim: Nero Claudius Drusus Germanicus; 14 de janeiro de 38 a.C.–verão de 9 a.C.), nascido Décimo Cláudio Druso e também conhecido como Druso Cláudio Nero ou Druso, o Velho (em latim: Drusus Major), foi um político e comandante militar romano da gente Cláudia. Seu pai era um patrício, mas sua avó materna era de família plebeia. Era filho de Lívia Drusila e enteado do segundo marido dela, o imperador Augusto. Druso era também irmão do imperador Tibério, pai do imperador Cláudio e do general Germânico, avô do imperador Calígula e bisavô materno do imperador Nero.
Druso foi o responsável pelas primeiras grandes campanhas romanas além do rio Reno e começou a conquista da Germânia, tornando-se o primeiro general romano a alcançar os rios Weser e Elba. Em 12 a.C., Druso liderou uma vitoriosa campanha na região e subjugou os sicambros. No final do mesmo ano, liderou uma campanha naval contra as tribos germânicas da costa do Mar do Norte, conquistando os batavos e os frísios e derrotando os caúcos perto da foz do Weser. Em 11 a.C., Druso conquistou os usípetes e os marsos, estendendo o controle romano ao alto Weser. No ano seguinte, lançou uma campanha contra os catos e os sicambros, vencendo ambos. Em 9 a.C., servindo como cônsul, Druso conquistou os matiacos e derrotou marcomanos e queruscos, estes últimos perto do Elba. Porém, Druso morreu no final deste mesmo ano e privou o Império Romano de um de seus melhores generais.

## Infância
Druso era o filho mais jovem de Lívia Drusila de seu casamento com Tibério Cláudio Nero, legalmente declarado seu pai antes do divórcio do casal. Druso nasceu entre o meio de março e o meio de abril de 38 a.C., três meses depois de Lívia ter se casado com Otaviano (17 de janeiro). Gerhard Radke propôs o dia 28 de março como a data de nascimento mais provável ao passo que Lindsay Powell interpreta os "Fastos" de Ovídio como indicando a data de 13 de janeiro. Rumores surgiram na época de que Augusto seria o pai verdadeiro da criança, o que jamais foi comprovado. Cláudio, porém, encorajou o rumor durante seu reinado para criar a impressão de uma linhagem mais direta a partir de Augusto.
Segundo Suetônio, Druso recebeu originalmente "Décimo" como prenome. "Nero" era um cognome tradicional da gente Cláudia ao passo que Druso era o cognome dado ao ramo dos Lívios. A utilização de um cognome como primeiro nome era pouco usual assim como era a proeminência dada à sua linhagem materna pela adoção de Druso como seu cognome.
Druso foi criado na casa de Cláudio Nero com seu irmão, o futuro imperador Tibério, até a morte do pai dos dois. Os irmãos desenvolveram uma relação muito próxima que duraria por toda a vida. Tibério batizou seu filho mais velho com o nome do irmão e Druso fez o mesmo apesar de o costume da época ditar que os primogênitos fossem batizados com o nome do pai ou do avô.

## Casamento
Druso se casou com Antônia Menor, filha de Marco Antônio com a irmã de Augusto, Otávia Menor, e ganhou a reputação de ser completamente fiel a ela. Os filhos do casal foram Germânico, Cláudio, uma filha chamada Livila ("pequena Lívia") e pelo menos dois outros filhos que não sobreviveram à infância. Depois da morte de Druso, Antônia não se casou e permaneceu viúva por quase cinco décadas. Três imperadores foram descendentes diretos de Druso: seu filho Cláudio, seu neto Calígula e seu bisneto Nero.

## Carreira
Augusto concedeu diversas honras aos seus enteados. Em 19 a.C., Druso recebeu permissão para ocupar qualquer cargo público cinco anos mais novo do que a lei permitia. Quando Tibério deixou a Itália durante seu mandato como pretor, em 16 a.C., Druso legislou no seu lugar. Ele foi questor no ano seguinte e lutou contra bandidos récios nos Alpes. Druso conseguiu repeli-los, mas não conseguiu destruí-los sem antes receber reforços de Tibério. Os irmãos juntos então derrotaram facilmente as tribos alpinas.
Druso chegou na Gália no final de 15 a.C. para servir como legado imperial das três províncias gaulesas. Sua contribuição para o programa de obras e o desenvolvimento urbano da Gália pode ser percebida na adoção do "pé druso" (em latim: pes Drusianus), de cerca de 33,3 centímetros, na cidade de Samarobriva e entre os tungros. Entre 14 e 13 a.C., o próprio Augusto estava na Gália, ou em Lugduno ou na fronteira do Reno.
Como governador da Gália, Druso construiu sua base em Lugduno, onde ele criou o "concilium Galliarum"  ("conselho das províncias gaulesas") em algum momento entre 14 e 12 a.C.. Este conselho era responsável por eleger de entre seus membros um sacerdote para celebrar os jogos e venerar Roma e Augusto como divindades todo dia primeiro de agosto no altar das três Gálias que Druso construiu em Condate em 10 a.C.. Tibério, filho de Druso mais conhecido como Cláudio, nasceu em Lugduno no mesmo ano.

### Campanhas germânicas

Mapa das campanhas de Druso na Germânia

A partir de 14 a.C. Druso passou a construir uma sequência de bases militares ao longo do Reno — cinquenta segundo Floro — e estabeleceu uma aliança com os batavos antecipando uma campanha militar na Germânia Livre (a Germânia ainda não controlada pelos romanos). É provável que Druso estivesse no comando de sete legiões na época. Na primavera de 12 a.C., Druso liderou uma força expedicionária, provavelmente composta pela I Germanica e a V Alaudae, de navio, a partir de um local próximo à moderna cidade de Nijmegen, utilizando um ou mais dos canais que ele havia mandado construir para este fim. Druso navegou até a foz do rio Ems e invadiu o territórios dos caúcos, na moderna Baixa Saxônia. Os caúcos firmaram um tratado reconhecendo a supremacia romana e permaneceriam aliados de Roma por muitos anos depois disto. Conforme continuavam a subir pelo curso do Ems, os romanos foram atacados por barcos dos brúcteros. As forças de Druso derrotaram os brúcteros, mas, como já avançava a época das campanhas, Druso resolveu voltar para seu acampamento de inverno na Gália aproveitando de sua nova aliança com os frísios para navegar sem dificuldades pelas difíceis condições do mar do Norte. Como recompensa por suas vitórias nesta campanha, Druso foi nomeado pretor urbano em 11 a.C. quando retornou para invernar em Roma. Notícias das vitórias de Druso — navegar pelo mar do Norte, invadir novos territórios com as águias romanas e estabelecer novos tratados para Roma — provocaram uma considerável excitação em Roma e foram comemoradas em moedas.
Porém, Druso não pretendia permanecer em Roma. Na primavera de seu mandato como pretor urbano ele partiu para a Germânia novamente. Desta vez ele juntou uma força composta por cinco legiões, inteiras ou em parte, e mais tropas auxiliares e partiu de Castra Vetera, no Reno, subindo pelo curso do rio Lippe. No caminho os romanos encontraram os tencteros e os usípetes, que foram derrotados separadamente. Druso alcançou o vale do Werra antes de decidir encerrar a temporada militar por causa da iminente chegada do inverno, do fim de seus suprimentos e de presságios desfavoráveis. No caminho de volta, quando atravessavam o territórios dos queruscos, os romanos foram emboscados em Arbalo. Porém, os queruscos não capitalizaram sobre a vantagem inicial da surpresa e os romanos conseguiram romper sua linha, derrotando-os completamente. Druso foi aclamado imperator logo depois. Para demonstrar seu domínio sobre a região, Druso guarneceu diversas posições no interior da Germânia no inverno de 11-10 a.C., incluindo uma guarnição em Hesse e outra no território querusco, provavelmente em Haltern (perto da moderna Haltern am See) ou em Oberaden (Bergkamen), ambos no moderno estado alemão da Renânia do Norte-Vestfália.
Druso voltou para sua esposa e seus dois filhos por um tempo em Lugduno antes da família retornar para Roma, onde Druso foi se reportar a Augusto. Por suas vitórias, ele recebeu a honra de uma ovação e, pela segunda vez, Augusto fechou as portas do Templo de Jano, o que significava que todo o mundo romano estava em paz. No ano seguinte Druso foi nomeado procônsul. Em 10 a.C., os catos se juntaram aos sicambros e atacaram o acampamento de Druso, mas foram repelidos. Druso os perseguiu, marchando do local onde está a moderna cidade de Mainz e Rödgen, onde ele criou uma base de suprimentos, até Hedemünden, onde um poderoso acampamento foi construído. Por volta desta época, o ardiloso rei marcomano Marobóduo respondeu à invasão romana realocando seu povo em massa para Boêmia. No verão do mesmo ano, Druso deixou o acampamento e retornou para Lugduno, onde inaugurou o santuário das três províncias gaulesas em Condate em 1 de agosto. Augusto e Tibério estavam presentes para a ocasião — e para o nascimento do filho de Druso, Cláudio — e depois Druso os acompanhou de volta a Roma.
Druso venceu facilmente a eleição para o consulado de 9 a.C., mas, mais uma vez, ele partiu antes de assumir o cargo. Contudo, seu consulado apresentou a Druso a chance de conquistar a maior e mais rara honra militar romana, o spolia opima, o espólio de um monarca inimigo derrotado em combate singular pelo mais alto magistrado romano, o cônsul, sem a ajuda de mais ninguém. Druso rapidamente voltou para o campo de batalha, parando em Lugduno para se encontrar com seus assessores e para dedicar um templo a Augusto em Andemantuno antes de chegar em Mogoncíaco, de onde partiria sua nova campanha no começo da primavera. Druso liderou seu exército via Rödgen através dos territórios dos marsos e queruscos até o Elba e além. Neste ponto, conta-se que Druso teria presenciado a aparição de uma germânica que o alertou contra seguir adiante e que sua morte estaria próxima. Druso voltou, mas construiu um troféu para comemorar sua chegada até o Elba, provavelmente no local onde hoje estão Dresden ou Magdeburgo.
Druso buscou diversos monarcas germânicos (pelo menos três) durante suas campanhas na Germânia, enfrentando-os em "demonstrações espetaculares de combate singular". As fontes são ambíguas, mas implicam que, em algum momento, Druso de fato tomou para si o spolia opima de um rei germânico, tornando-se assim o quarto e último romano a conquistar a honra.

## Morte e legado
Druso estava retornando deste avanço até o Elba quando caiu de seu cavalo e se machucou gravemente. Ele sobreviveu por mais de um mês depois do acidente, o que deu tempo para que Tibério se juntasse a ele. Curiosamente, pouco antes de sua morte Druso escreveu uma carta a Tibério reclamando do estilo de governo de Augusto. Suetônio, em "Vidas dos Doze Césares", relata que ele se recusou a retornar a Roma imediatamente antes de morrer, mas seu corpo foi levado para lá e suas cinzas foram depositadas no Mausoléu de Augusto. Druso continuou sendo extremamente popular entre os legionários, que erigiram um monumento (conhecido hoje como Drususstein, "pedra de Druso") em Mogoncíaco em sua homenagem. Sua família recebeu o agnome "Germânico" como título honorífico hereditário, passado para o filho mais velho. Augusto mais tarde escreveu uma biografia de Druso, que não sobreviveu. Por decreto do imperador, festivais passaram a ser celebrados em Mogoncíaco nos aniversários do nascimento e morte de Druso.
A mãe de Druso, Lívia, muito entristecida pela morte de seu segundo filho, aceitou o conselho do filósofo Ário Dídimo e mandou construir muitas estátuas de Druso e passou a falar frequentemente dele. A ainda existente obra latina conhecida como "Consolatio ad Liviam" foi construída como uma mensagem de condolências ovidiana a Lívia pela morte de Druso, apesar de hoje ser considerada como um exercício literário "composto entre a morte de Lívia [29 d.C.] e a de Tibério [37 d.C.]".
Augusto relembrou as vitórias de Druso — pelas quais ele, como superior hierárquico de Druso, tomou para si o crédito — em sua "Res Gestae Divi Augusti" escrita em 14 d.C.:
| “ | Restaurei a paz às províncias da Gália e Hispânia e também a Germânia, que inclui o oceano entre Gades até a foz do rio Elba. [...] Naveguei os meus navios no oceano da foz do Reno para o leste até as fronteiras dos cimbros, onde nenhum romano havia ido até aquele dia por terra ou pelo mar e os cimbros e os carudes e os semnones e outros germânicos do mesmo território buscaram através de enviados a minha amizade e a do povo romano. | ” |
|   | — Augusto. |   |

Quando Cláudio assumiu o trono romano em 41, Druso recebeu novas homenagens, incluindo jogos anuais no Circo Máximo em 14 de janeiro (aniversário de nascimento), novas moedas comemorando suas vitórias na Germânia e a restauração de um monumento perto da Altar da Paz de Augusto que abrigava uma estátua de Druso. Cláudio também completou a estrada romana que ligava a Itália à Récia pela rota seguida por Druso; seus marcos miliários comemoravam as conquistas de Druso nos Alpes. As celebrações de Cláudio à memória de seu pai só diminuíram quando Cláudio conseguiu sua própria conquista para comemorar.